# 多田村 (愛媛県)
多田村（ただむら）は、1954年（昭和29年）まで愛媛県東宇和郡にあった村であり、現在の西予市の最北部に位置し、宇和盆地の北端にあたる農村であり、かつては宿場町として栄えた。昭和の合併で宇和町、さらに平成の合併で西予市となり、現在に至っている。

## 地理
現在の西予市の最北部。北は鳥坂峠で南久米村に、東は山地を境に田之筋村及び渓筋村に、同じく西は大畑山や鳥越峠を境に双岩村に接している。南は平地で中川村に接している。宇和川の上流域で、村全体が小盆地を形成している。
地名の由来
室町時代には既に多田と呼ばれていた。

## 歴史
藩政期
- 宇和島藩領。宇和島藩による組編成では多田組に属する。

明治以降
- 1889年（明治22年） 12月15日 - 町村制・市制施行時に、東多田（ひがしただ）、河内（かわち）、伊延（いのべ）、岡山（おかやま）の4箇村の合併により多田村となる。
- 1954年（昭和29年） 3月31日 - 宇和町ほか4箇村との合併により宇和町となる。

```
多田村の系譜
（町村制実施以前の村）　（明治期）
　　　　　　　　　　　　町村制施行時
東多田　━━━━┓
河内　　━━━━╋━━━　多田村　━━━━━━━━━━━━━━━━━━━┓
伊延　　━━━━┫　　　　　　　　　　　　　　　　　　　　　　　　　　　┃
岡山　　━━━━┛　　　　　　　　　　　　　　　　　　　　　　　　　　　┃
田苗真土━━━━┓　　　　　　　　　　　　　　　　　　　　　　　　　　　┃
大江　　━━━━┫　　　　　　　　　　　　　　　　　　　　　　　　　　　┃
加茂　　━━━━╋━━━　中川村　━━━━━━━━━━━━━━━━━━━┫
坂戸　　━━━━┫　　　　　　　　　　　　　　　　　　　　　　　　　　　┃
清沢　　━━━━┫　　　　　　　　　　　　　　　　　　　　　　　　　　　┃
杢所　　━━━━┛　　　　　　　　　　　　　　　　　　　　　　　　　　　┃
岩木　　━━━━┓　　　　　　　　　　　　　　　　　　　　　　　　　　　┃
郷内　　━━━━╋━━━　笠置村　━━━┓　　　　あ　　　　　　　　　　┃
小原　　━━━━┛　　　　　　　　　　　┣━━　石城村　━━━━━━━━┫
西山田　━━━━┓　　　　　　　　　　　┃　　　　　　　　　　　　　　　┃
山田　　━━━━┻━━━　山田村　━━━┛　　　　　　　　　　　　　　　┃
久枝　　━━━━┓　　　　　　　　　　　　　　　　　　　　　　　　　　　┃
野田　　━━━━┫　　　　　　　　　　　　　　　　　　　　　　　　　　　┃
小野田　━━━━╋━━　上宇和村　━━┓　　　　　　　　　　　　　　　　┃
永長　　━━━━┫　　　　　　　　　　┃　　　　　　　　　　　　　　　　┃
上松葉　━━━━┫　　　　　　　　　　┃　　　　　　　　　　　　　　　　┃（昭和29年3月31日）
下松葉　━━━━┛　　　　　　　　　　┃　　　　　　　い　　　　　　　　┣━━　宇和町　┳━
卯之町　━━━━┓　　　　　　　　　　┣━━━━━　宇和町　━━━━━━┫　　　　　　　┃
鬼窪　　━━━━╋━━━　宇和町　━━┛　　　　　　　　　　　　　　　　┃　　　　　　　┃
伊賀上　━━━━┛　　　　　　　　　　　　　　　　　　　　　　　　　　　┃　　　　　　　┃
皆田　　━━━━┓　　　　　　　　　　　　　　　　　　　　　　　　　　　┃　　　　　　　┃
下川　　━━━━┫　　　　　　　　　　　　　　　　　　　　　　　　　　　┃　　　　　　　┃
明間　　━━━━╋━━　下宇和村　━━━━━━━━━━━━━━━━━━━┫　　　　　　　┃
稲生　　━━━━┛　　　　　　　　　　　　　　　　　　　　　　　　　　　┃　　　　　　　┃
新城　　━━━━┓　　　　　　　　　　　　　　　　　　　　　　　　　　　┃　　　　　　　┃
常定寺　━━━━┫　　　　　　　　　　　　　　　　　　　　　　　　　　　┃　　　　　　　┃
田野中　━━━━╋━━　田之筋村　━━━━━━━━━━━━━━━━━━━┛　　　　　　　┃
明石　　━━━━┛　　　　　　　　　　　　　　　　　　　　　　　　　　　　　　　　　　　┃
　　　　　　　　　　　　　　　　　　　　　　　　　　　　　　　　　　　　　　　　　　　　┃
　　　　　　　　　　　　　　　　　　　　　　　　　　　　　　　　　　　　　　　　大洲市の一部（鳥坂）
　　　　　　　　　　　　　　　　　　　　　　　　　　　　　　　　　　　　　　（昭和33年8月1日境界変更）

あ - 昭和4年12月1日
い - 大正11年2月11日
注: 宇和町の平成の合併の系譜については、宇和町の記事を参照のこと。

```

## 地域
明治の合併前の村である、東多田、河内、伊延、岡山4箇村がそのまま大字となり、宇和町となってからも続いた。東多田が中心地であった。

## 行政
役場
大字東多田に置かれていた。

## 産業
農業
米作中心。そのほか栗、茶、養蚕など。
商業
東多田は藩政期から宿場町を形成していたが、明治30年代に八幡浜市と卯之町とを結ぶ道路が整備され、木材などの物資の中継地として栄えた。

## 交通
旧宇和島街道が縦貫していた。